# Häggsjön (Bjurholms socken, Ångermanland)
Häggsjön är en sjö i Bjurholms kommun i Ångermanland och ingår i Gideälvens huvudavrinningsområde. Sjön har en area på 0,479 kvadratkilometer och ligger 322 meter över havet. Sjön avvattnas av vattendraget Noret.

## Delavrinningsområde
Häggsjön ingår i det delavrinningsområde (709958-163469) som SMHI kallar för Ovan None. Medelhöjden är 341 meter över havet och ytan är 17,9 kvadratkilometer. Det finns inga avrinningsområden uppströms utan avrinningsområdet är högsta punkten. Noret som avvattnar avrinningsområdet har biflödesordning 2, vilket innebär att vattnet flödar genom totalt 2 vattendrag innan det når havet efter 114 kilometer. Avrinningsområdet består mestadels av skog (84 procent). Avrinningsområdet har 0,81 kvadratkilometer vattenytor vilket ger det en sjöprocent på 4,5 procent.